# Patrões Fora (3.ª temporada)
A terceira e última temporada de Patrões Fora foi exibida na SIC de 22 de janeiro de 2022 a 5 de março de 2022.
Conta com João Baião, Natalina José, Noémia Costa, Tiago Aldeia, Sofia Arruda, Rita Salema, Heitor Lourenço e Cecília Henriques no elenco principal.

## Elenco

### Elenco principal
| Ator/Atriz        | Personagem                        |
| ----------------- | --------------------------------- |
| João Baião        | Maria Odete Barata                |
| Natalina José     | Emília «Milita» Barata            |
| Noémia Costa      | Benvinda dos Anjos                |
| Tiago Aldeia      | «Nelo» Barata                     |
| Sofia Arruda      | Cindy Costa                       |
| Rita Salema       | Maria Assunção «Xaxão» Corte Real |
| Heitor Lourenço   | Fernando Barata                   |
| Cecília Henriques | Safira Barata                     |

### Participação especial
| Ator/Atriz       | Personagem                                            |
| ---------------- | ----------------------------------------------------- |
| Diana Chaves     | Ela mesma                                             |
| Florbela Queiroz | Sancha Benedita Eufémia Albuquerque Corte Real «Bisó» |
| João Baião       | Ele mesmo                                             |

### Artistas convidados
| Artista               | Personagem |
| --------------------- | ---------- |
| Ana Patrícia Carvalho | Ela mesma  |
| Mónica Sintra         | Ela mesma  |

### Elenco adicional
| Ator/Atriz        | Personagem                     |
| ----------------- | ------------------------------ |
| Joana França      | Vitória Stephenie dos Anjos    |
| João Didelet      | Simão Malataia                 |
| Joaquim Guerreiro | Roberto Tainha                 |
| Maria Tavares     | Matreira: A Ladra Carnavaleira |

## Episódios
| # | ## | Título                                                            | Escrito por                                        | Exibição original       | Cód. de produção | Audiências (em milhões) |
| --- | -- | ----------------------------------------------------------------- | -------------------------------------------------- | ----------------------- | ---------------- | ----------------------- |
| 17 | 1  | "Patrões Fora, Estou Bem Tramada Agora"                           | Vera Sacramento, Roberto Pereira e Sérgio Henrique | 22 de janeiro de 2022   | 301              | ASD                     |
| Ausente: Heitor Lourenço como Fernando Barata Participação: Diana Chaves como ela mesma Adicional: Joana França como Vitória Stephenie dos Anjos e João Didelet como Simão Malataia |    |                                                                   |                                                    |                         |                  |                         |
| 18 | 2  | "Patrões Fora, A Ver Se Me Deixam Sossegada Agora"                | Vera Sacramento, Roberto Pereira e Sérgio Henrique | 29 de janeiro de 2022   | 302              | ASD                     |
| Adicional: João Didelet como Simão Malataia e Joaquim Guerreiro como Roberto Tainha                                                                                                 |    |                                                                   |                                                    |                         |                  |                         |
| 19 | 3  | "Patrões Fora, O Que É Que Eu Faço Com Estas Duas Malucas Agora?" | Vera Sacramento, Roberto Pereira e Sérgio Henrique | 12 de fevereiro de 2022 | 303              | ASD                     |
| Participação Especial: Florbela Queiroz como Sancha Benedita Eufémia Albuquerque Corte Real «Bisó»                                                                                  |    |                                                                   |                                                    |                         |                  |                         |
| 20 | 4  | "Patrões Fora, Acho que Sou Eu que Vou Desmaiar Agora"            | Vera Sacramento, Roberto Pereira e Sérgio Henrique | 5 de março de 2022      | 305              | ASD                     |
| Artista Convidada: Mónica Sintra como ela mesma |    |                                                                   |                                                    |                         |                  |                         |